# (Pronounced 'Lĕh-'nérd 'Skin-'nérd)
(pronounced 'Lĕh-'nérd 'Skin-'nérd) és l'àlbum de debut de la banda estatunidenca Lynyrd Skynyrd. Fou publicat l'any 1973 i inclou diverses cançons que van esdevenir himnes del rock, especialment al seu país d'origen. L'any 2001 fou rellançat com una versió extensa incloent cançons de bonificació i demos de la majoria de cançons del disc.

## Informació
L'any 2003, la revista Rolling Stone va situar l'àlbum en la posició 401 en la seva llista dels millors 500 àlbums de tota la història i van estimar que s'havien venut uns dos milions de còpies internacionalment.
En el moment de la gravació d'aquest disc, Lynyrd Skynyrd estava format per sis membres, però en la foto de la portada hi apareixen set persones. El músic que hi ha de més és el baixista Leon Wilkeson, que va deixar la banda abans de completar el disc però que va compondre diverses parts del baix en les cançons. D'esquerra a dreta, els membres de la banda són Leon Wilkeson, Billy Powell, Ronnie Van Zant, Gary Rossington (assegut), Bob Burns, Allen Collins i Ed King. La fotografia es va fer al Main Street de Jonesboro, Geòrgia.

## Llista de cançons
Cara A
1. "I Ain't the One" (Gary Rossington, Ronnie Van Zant) – 3:53
2. "Tuesday's Gone" (Allen Collins, Rossington, Van Zant) – 7:32
3. "Gimme Three Steps" (Collins, Van Zant) – 4:30
4. "Simple Man" (Rossington, Van Zant) – 5:57

Cara B
1. "Things Goin' On" (Rossington, Van Zant) – 5:00
2. "Mississippi Kid" (Al Kooper, Van Zant, Bob Burns) – 3:56
3. "Poison Whiskey" (Ed King, Van Zant) – 3:13
4. "Free Bird" (Collins, Van Zant) – 9:18

Cançons de bonificació rellançament CD 2001
1. "Mr. Banker" (Demo) (Rossington, Van Zant, King) – 5:23
2. "Down South Jukin'" (Demo) (Rossington, Van Zant) – 2:57
3. "Tuesday's Gone" (Demo) (Rossington, Collins, Van Zant) – 7:56
4. "Gimme Three Steps" (Demo) (Collins, Van Zant) – 5:20
5. "Free Bird" (Demo) (Collins, Van Zant) – 11:09

- Cançons 11-13 no publicades anteriorment.

## Personal
Músics
- Ronnie Van Zant − compositor, cantant
- Gary Rossington − guitarra solista a "Tuesday's Gone", "Gimme Three Steps", "Things Goin' On", "Poison Whiskey" i "Simple Man", i guitarra rítmica a la resta
- Allen Collins − guitarra principal a "I Ain't The One" i "Free Bird", guitarra rítmica a la resta
- Ed King − guitarra principal a "Mississippi Kid", baix a la resta de cançons excepte "Tuesday's Gone"
- Billy Powell − teclats
- Bob Burns − bateria excepte "Tuesday's Gone"
- Leon Wilkeson − baix

Músics addicionals
- Al Kooper (Roosevelt Gook) − baix i mellotron a "Tuesday's Gone", mandolina i bombo a "Mississippi Kid", orgue a "Simple Man", "Poison Whiskey" i "Free Bird", i mellotron a "Free Bird"
- Robert Nix − bateria a "Tuesday's Gone"
- Bobbye Hall −percussió a "Gimme Three Steps" i "Things Goin' On"
- Steve Katz − harmònica a "Mississippi Kid"

Tècnics
- Al Kooper − productor, enginyer
- Bobby Langford − enginyer
- Rodney Mills − enginyer
- Thomas Hill − fotografia
- Michael Diehl − disseny
- Hideki Masubuchi − escrits
- Chihiro Nozaki − coordinador artístic
- Kenji Saiki − coordinador artístic